# Pandaul
Pandaul är en ort i Indien.   Den ligger i distriktet Madhubani och delstaten Bihar, i den nordöstra delen av landet, 900 km öster om huvudstaden New Delhi. Pandaul ligger 62 meter över havet och antalet invånare är 32 184.
Terrängen runt Pandaul är mycket platt. Runt Pandaul är det mycket tätbefolkat, med 2 181 invånare per kvadratkilometer. Närmaste större samhälle är Madhubani, 11,3 km norr om Pandaul. Trakten runt Pandaul består till största delen av jordbruksmark.